# Reilly-Hickinbottom-Umlagerung
Die Reilly-Hickinbottom-Umlagerung ist eine Namensreaktion der organischen Chemie. Sie ist die säurekatalysierte Umlagerung eines N-Alkylanilins in alkylsubstituierte Aniline. Benannt wurde sie nach Joseph Reilly und Wilfred John Hickinbottom (1896–1979), welche von dieser 1920 das erste Mal berichteten.
Die Reaktion ist eine Variante der Hofmann-Martius-Umlagerung, bei welcher anstelle von Metallhalogeniden wie Zinkchlorid, meist anorganische Säuren als Lewis-Säuren eingesetzt werden.

## Übersichtsreaktion
Die Reaktion soll am Beispiel von N-Methylanilin erläutert werden. Dabei kommt es zur Umlagerung der Methylgruppe. Als Produkte werden das p-substituierte Anilin 1 und das o-substituierte Anilin 2 erhalten. Als Katalysator dient dabei eine Lewis-Säure wie zum Beispiel Zinkchlorid.
Statt N-Methylanilin können auch andere N-Alkylaniline eingesetzt werden, der Alkylrest ist also variabel. Zudem kann anstelle eines N-Alkylanilins auch ein N,N-Dialkylanilin als Edukt gewählt werden.

## Reaktionsmechanismus
Der Mechanismus wird in der Literatur beschrieben und anhand von N-Methylanilin beispielhaft erläutert.
Zunächst lagert sich an das N-Methylanilin 3 das Zinkchlorid an, sodass es zur Bildung der Zwischenstufe 4 kommt. Durch Umlagerung der Bindungselektronen zwischen der Methylgruppe und dem Stickstoff kommt es zur Abspaltung der Methylgruppe. Diese wird im nächsten Schritt in para-Stellung wieder an das Molekül gebunden, sodass das Molekül 5 erhalten wird. In diesem Molekül kann es zu zwei unterschiedlichen Elektronenumlagerungen kommen, welche durch die farblichen Elektronenverschiebungspfeile gekennzeichnet sind.
Bei Weg A kommt es zu einer [1,3]-Umlagerung der Methylgruppe. Es folgt eine Deprotonierung, wodurch das Anion 6 erhalten wird. Durch die Anlagerung des Protons an das Stickstoff kommt es im letzten Schritt zu der Abspaltung des Zinkchlorids. Als Produkt wird das para-substituierte Anilin 7 erhalten.
Bei Weg B kommt es durch die Elektronenumlagerung im Molekül 5 zu einer Wasserstoffanlagerung an dem Stickstoff. Dies führt zu der Abaspaltung des Zinkchlorids und als Produkt wird das ortho-substituierte Anilin 8 erhalten.
Bei der Reaktion ist der Ertrag des para-substituierten Anilins verhältnisweise höher als der des ortho-substituierten Anilins. Deswegen wird vermutet, dass das para-substituierte Anilin zumindest teilweise aus weiteren Umlagerungen der Alkylgruppe bei dem ortho-substituierte Anilin hervorgeht.